# José Carvalho dos Santos Azevedo
José Carvalho dos Santos Azevedo (1900 — Goiás, 1946) foi um político brasileiro.
Foi interventor federal em Goiás, de 31 de julho a 8 de setembro de 1933.